# 小行星4853
小行星4853（4853 Marielukac）是一颗围绕太阳公转的小行星。1979年6月28日，卡洛斯·托雷斯在Cerro El Roble发现了此天体。
这颗小行星的绝对星等为137.24763等。